# Robert Curl
Robert Floyd Curl Jr. (Alice, 1933. augusztus 23. – Houston, 2022. július 3.) amerikai kémikus. 1996-ban kémiai Nobel-díjjal tüntették ki, Sir Harold Krotoval és Richard Smalleyvel megosztva, „a fullerének felfedezéséért”.

## Életrajz
A Texas állambeli Aliceben született 1933. augusztus 23-án. Édesapja metodista lelkész volt, édesanyja pedig háziasszony. Van egy Mary nevű nővére. A texasi San Antonio-i Thomas Jefferson Gimnáziumban végzett. Curl 1954-ben a Rice Intézetben (ma Rice Egyetem) szerzett BSc diplomát. 1957-ben a berkeley-i Kaliforniai Egyetemen szerzett doktori címet kémiából.

## Fordítás
- Ez a szócikk részben vagy egészben  a   Robert Curl című angol Wikipédia-szócikk ezen változatának fordításán alapul.  Az eredeti cikk szerkesztőit annak laptörténete sorolja fel. Ez a jelzés csupán a megfogalmazás eredetét és a szerzői jogokat jelzi, nem szolgál a cikkben szereplő információk forrásmegjelöléseként.